# Penstemon incanus
Penstemon incanus là một loài thực vật có hoa trong họ Mã đề. Loài này được (A. Gray) Tidestr. mô tả khoa học đầu tiên năm 1925.